# Міністерство внутрішніх справ Федерації Боснії і Герцеговини
Міністерство внутрішніх справ Федерації Боснії і Герцеговини (босн. Ministarstvo unutrašnjih poslova Federacije Bosne i Hercegovine, або босн. Federalno ministarstvo unutrašnjih poslova, скорочено: FMUP) — одне з 16 міністерств, із яких складається уряд Федерації Боснії і Герцеговини. Відповідає за внутрішні справи в цьому суб'єкті конфедерації.

## Історія
1992 року, після здобуття незалежності Республіки Боснія і Герцеговина від Соціалістичної Федеративної Республіки Югославія, з метою керування роботою правоохоронних органів молодої держави було утворено Міністерство внутрішніх справ Республіки Боснія і Герцеговина.
Після війни в Боснії і Герцеговині та підписання Дейтонської мирової угоди в 1995 році, враховуючи прописані у Конституції компетенції, коло повноважень загальнодержавного міністерства внутрішніх справ розділено і передано новоутвореним суб'єктам фактичної конфедерації: Федерації Боснії і Герцеговини та Республіці Сербській — після чого в обох утвореннях з'явилися відповідні міністерства, а у Федерації Боснії та Герцеговини відповідальність за роботу органів поліції додатково розподілено між кантонами з утворенням кантональних міністерств внутрішніх справ.

## Повноваження
Очолює Федеральне міністерство внутрішніх справ міністр внутрішніх справ Федерації Боснії і Герцеговини, який має право на одного секретаря. За роботу поліції в кантонах Федерації відповідають кантональні міністерства, а Федеральне міністерство внутрішніх справ відає питаннями міжкантональної злочинності та організацією спільних дій кантональних правоохоронних органів. До складу Федерального міністерства внутрішніх справ входить Федеральне управління поліції.

### Коло завдань
- Недопущення та розкриття злочинів міжнародної злочинності та тероризму, незаконної торгівлі наркотиками та організованої злочинності[2]
- Розшук і затримання винних у цих діяннях та передача їх відповідним органам
- Співпраця з відповідними органами прокуратури щодо розгляду кримінальних справ
- Питання громадянства Федерації
- Охорона певних осіб і будівель Федерації
- Захист прав людини і громадянських свобод у ділянці внутрішніх справ
- Перевезення вибухонебезпечних речовин
- Інші завдання, що підпадають під його компетенцію, визначені законом про внутрішні справи та іншими нормативно-правовими актами.

## Устрій
Федеральне міністерство внутрішніх справ складається з таких організаційних підрозділів:
- Кабінет міністра
- Сектор юридичних справ
- Поліційна академія
- Інспекція з нагляду за роботою агентств із питань захисту людей і майна та протипожежної охорони
- Сектор матеріально-фінансових справ
- Сектор загальних і спільних справ
- Підрозділ внутрішнього аудиту

## Список міністрів
| Міністр | Міністр            | Партія                  | Вступ на посаду | Звільнення з посади |
| ------- | ------------------ | ----------------------- | --------------- | ------------------- |
|         | Мехмед Жилич       | ПДД                     | 12.12.1998      | 12.03.2001          |
|         | Мухамед Бешич      | СДП БіГ                 | 12.03.2001      | 12.10.2001          |
|         | Рамо Маслеша       | СДП БіГ                 | 28.11.2001      | 14.02.2003          |
|         | Мевлудін Халілович | ПДД                     | 14.02.2003      | 30.03.2007          |
|         | Мухідін Алич       | За Боснію і Герцеговину | 30.03.2007      | 17.03.2011          |
|         | Предраг Куртеш     | СДП БіГ                 | 17.03.2011      | 31.03.2015          |
|         | Альоша Чампара     | ПДД                     | 31.03.2015      | донині              |